# Charles-Henri Pourquet
Charles-Henri Pourquet, né Henri Charles Justin Pourquet le 14 août 1877 à Colombes (aujourd'hui dans les Hauts-de-Seine) et mort en septembre 1943 à Marseille, est un sculpteur français.

## Biographie
Fils d'un boulanger de Colombes, Charles-Henri Pourquet avait des origines nivernaises et fut l'élève de Louis Ernest Barrias et de Jules Coutan à l'École des beaux-arts de Paris. En 1907, il devint sociétaire de la Société des artistes français.
Il a connu le succès après la Première Guerre mondiale, avec des sculptures de Poilus, en fonte, ayant servi de modèles pour de nombreux monuments aux morts en France, sous trois modèles différents : Buste, Poilu (écrasant l'aigle allemand et baïonnette au canon), et plus particulièrement celui intitulé Résistance, dont plusieurs centaines d'exemplaires seront coulés par la fonderie Val d'Osne,.
Parmi d'autres œuvres, on peut citer Orphée au tombeau d'Eurydice, un bas-relief qui sera ensuite acquis par l'État pour le nouveau Conservatoire national de musique, un monument dédié à Jules Renard à Chitry-les-Mines (Nièvre) où l'écrivain vécut enfant, ou le Tombeau de la famille Sabaterie, dans le cimetière d'Arlanc (Puy-de-Dôme). Il s'est remarié à la mairie du XVIIIe arrondissement le 5 novembre 1921, avec Valentine Saint-Selve.
Charles-Henri Pourquet eut longtemps son atelier aux Fusains, au 22 de la rue Tourlaque à Montmartre, dans le 18e arrondissement de Paris.

## Récompenses
- Médaille d'or au Salon de 1929.

## Distinctions
- Chevalier de la Légion d'honneur en 1931.

## Salons
- Salon des artistes français :
- 1925 : Maréchal Sérurier, statue en pierre, commande de l'État.
- 1928 : Statue de mon jeune ami Jean Le Blond, plâtre ; Tristesse, statuette en terre cuite.
- 1935 : M. Renaitour, député-maire d'Auxerre, plâtre , M. Ortiz, président des Amis de la Légion.

## Œuvres dans les collections publiques
- Arlebosc : Monument aux morts, 1921, dans l'église.
- Chitry-les-Mines : Monument à Jules Renard, 1913, fondu en 1942 dans le cadre de la mobilisation des métaux non ferreux.
- Fontaine-la-Soret : Soldat gisant, 1920, monument aux morts.
- La Chapelle-Saint-André : Dans la Tourmente, monument aux morts.
- Lissieu : Monument aux morts.
- Loos-en-Gohelle : Mère et l'enfant, monument aux morts.
- Marcq : Monument aux morts.
- Paris : cimetière du Père-Lachaise, division 79, tombeau de Georges Grimmeisen.
- Pierrepont-sur-Avre : Monument aux morts.
- Pléhédel : La jeune fille en prière, monument aux morts, 1923.

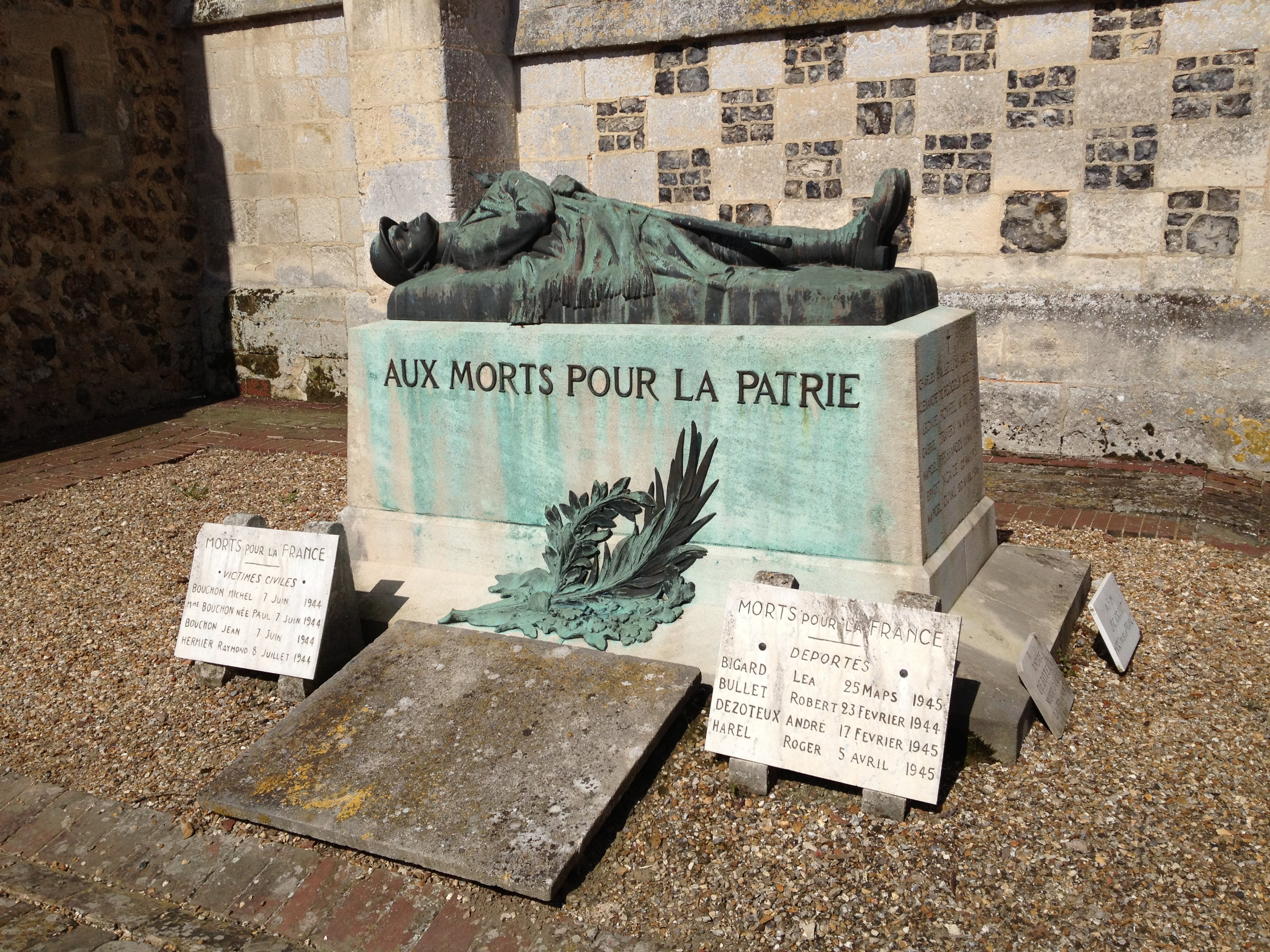
Monument aux morts de Fontaine-la-Soret.
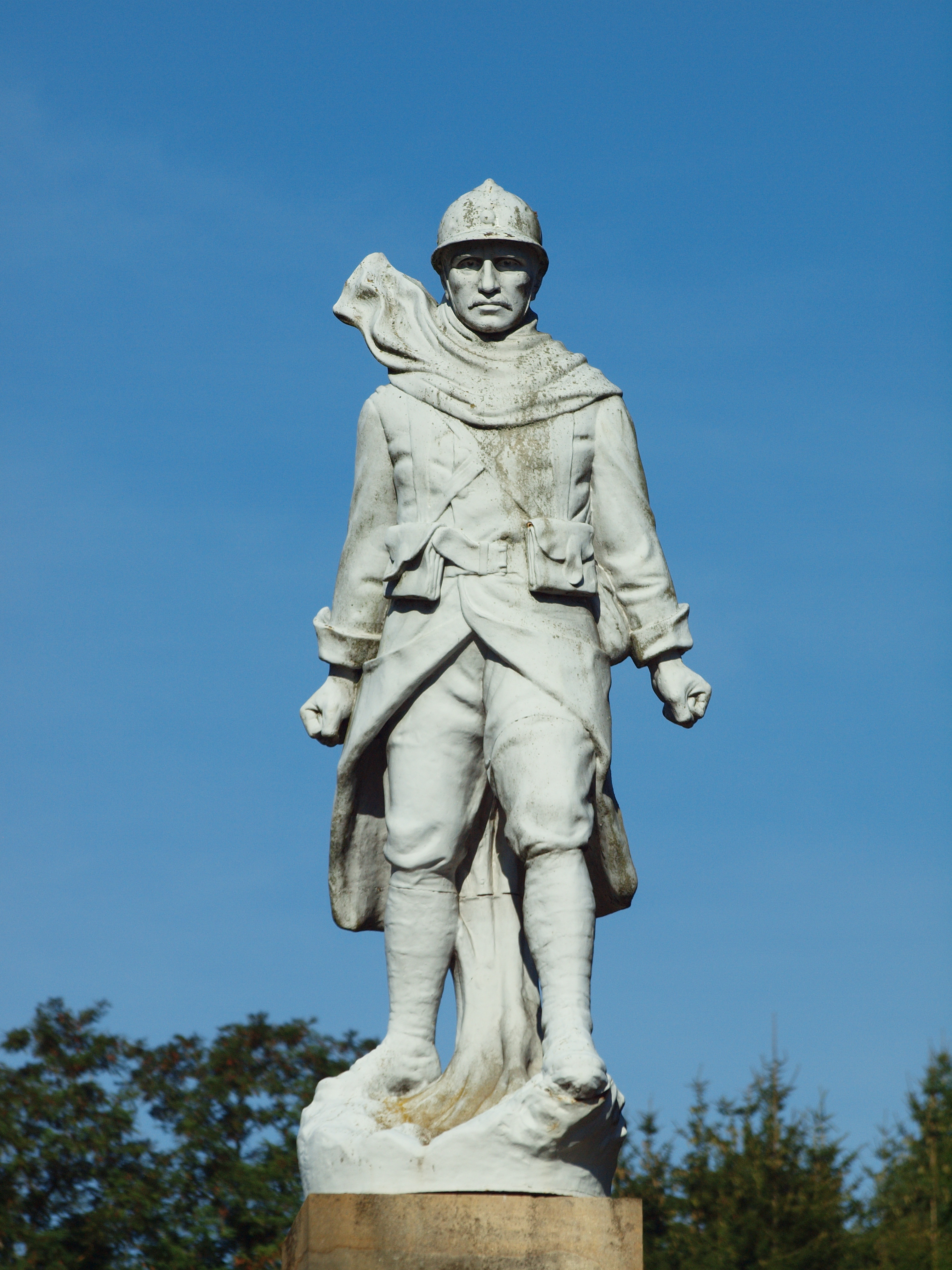
Monument aux morts de La Chapelle-Saint-André.
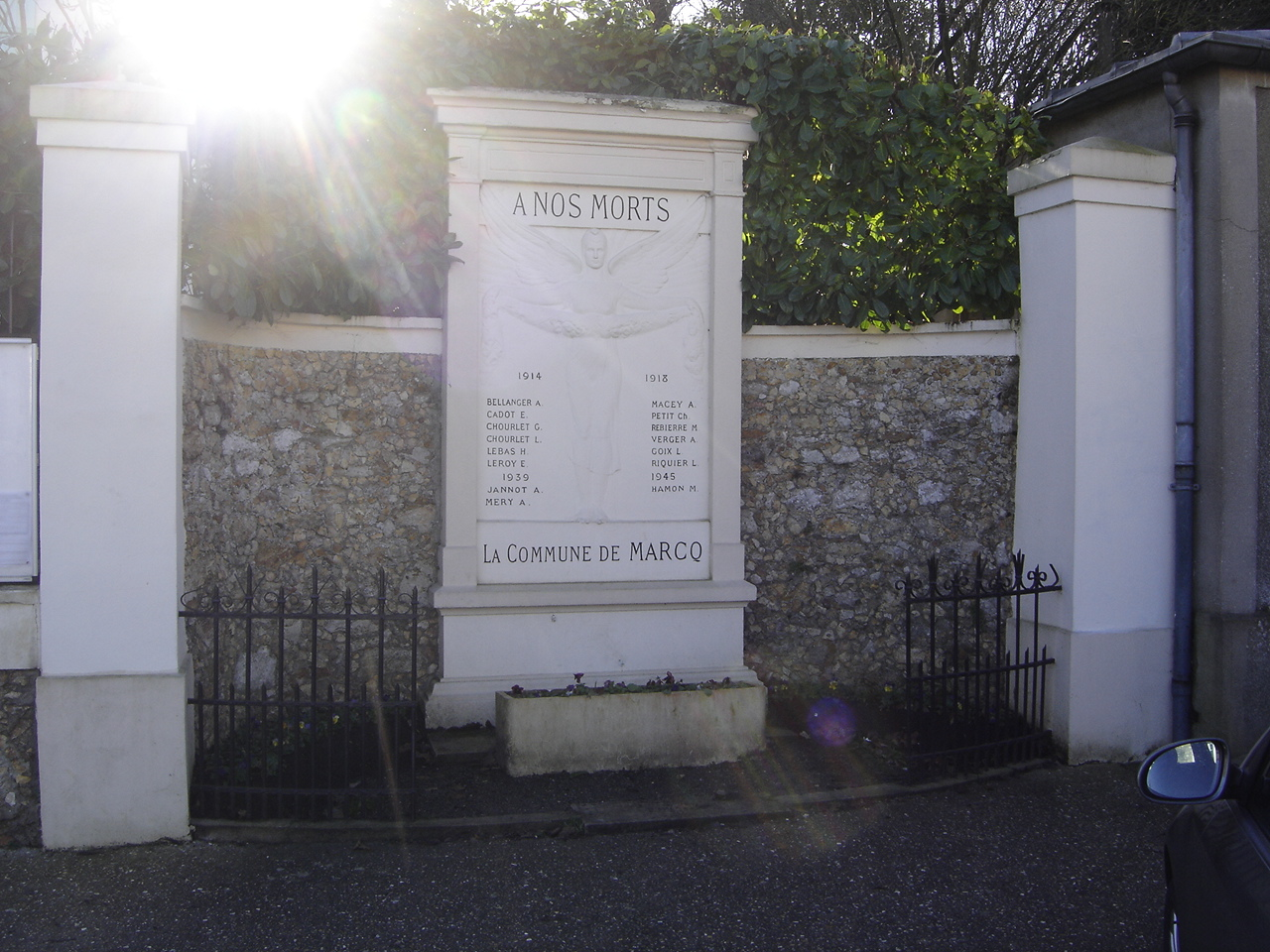
Monument aux morts de Marcq.
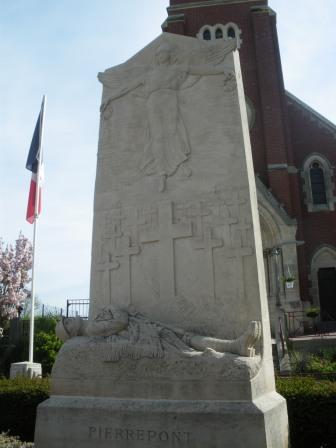
Monument aux morts de Pierrepont-sur-Avre.

### Œuvres d'édition
Ces œuvres reproduites en série, ornent de nombreux monuments aux morts. Elles ont parfois été badigeonnées d'une polychromie postérieure à l'érection.

#### La Résistance
La statue représente un poilu, un soldat français de la Première Guerre mondiale. Il se tient debout, la tête haute, le pied gauche en avant, tenant son fusil à l'horizontale à deux mains, la crosse à sa droite. Une souche d'arbre déracinée est couchée derrière son pied gauche. Elle est présente sur le monument aux morts de : Abscon, Albaret-le-Comtal, Alexain, Angerville, Arc-lès-Gray, Arlanc, Auchy-lès-Hesdin, Aurec-sur-Loire, Avrillé, Bar-sur-Aube, Belverne, Béthancourt-en-Vaux, Blancheville, Blosville, Brévonnes, Broussey-en-Woëvre, Caillac, Cargèse, Chessy-les-Prés, Colroy-la-Grande, Faverolles, Hévilliers, Jandun, Jaux, Jolimetz, La Baroche-sous-Lucé, La Ferté-Loupière, Laigné-en-Belin, Le Vieux-Bourg, Les Herbiers, Lesperon, Lormes, Marle, Méry-la-Bataille, Montcavrel, Mons-en-Laonnois, Morisel, Murville, Noyelles-sous-Bellonne, Payrac, Pipriac, Raimbeaucourt, Saint-Cyprien, Saint-Hilaire-des-Loges, Saint-Lary-Soulan, Savignac-les-Églises, Soisy-sur-Seine, Stenay, Thury, Villeneuve, Villeret et Villers-au-Tertre.
Elle ne doit pas être confondue avec la statue de poilu intitulée On ne passe pas (d), très semblable, réalisée par Louis Maubert, également présente sur de nombreux monuments aux morts.

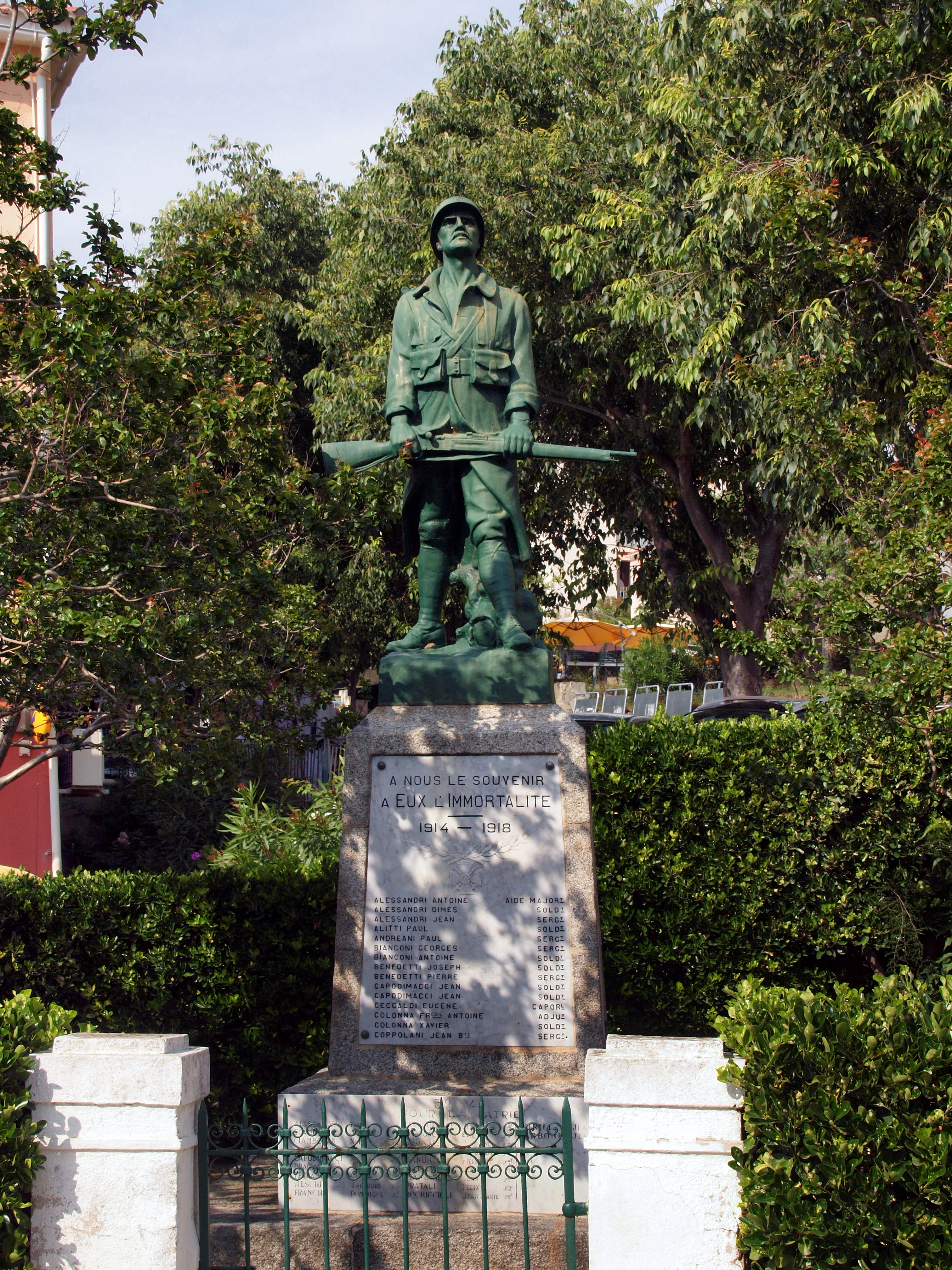
Monument aux morts de Cargèse.
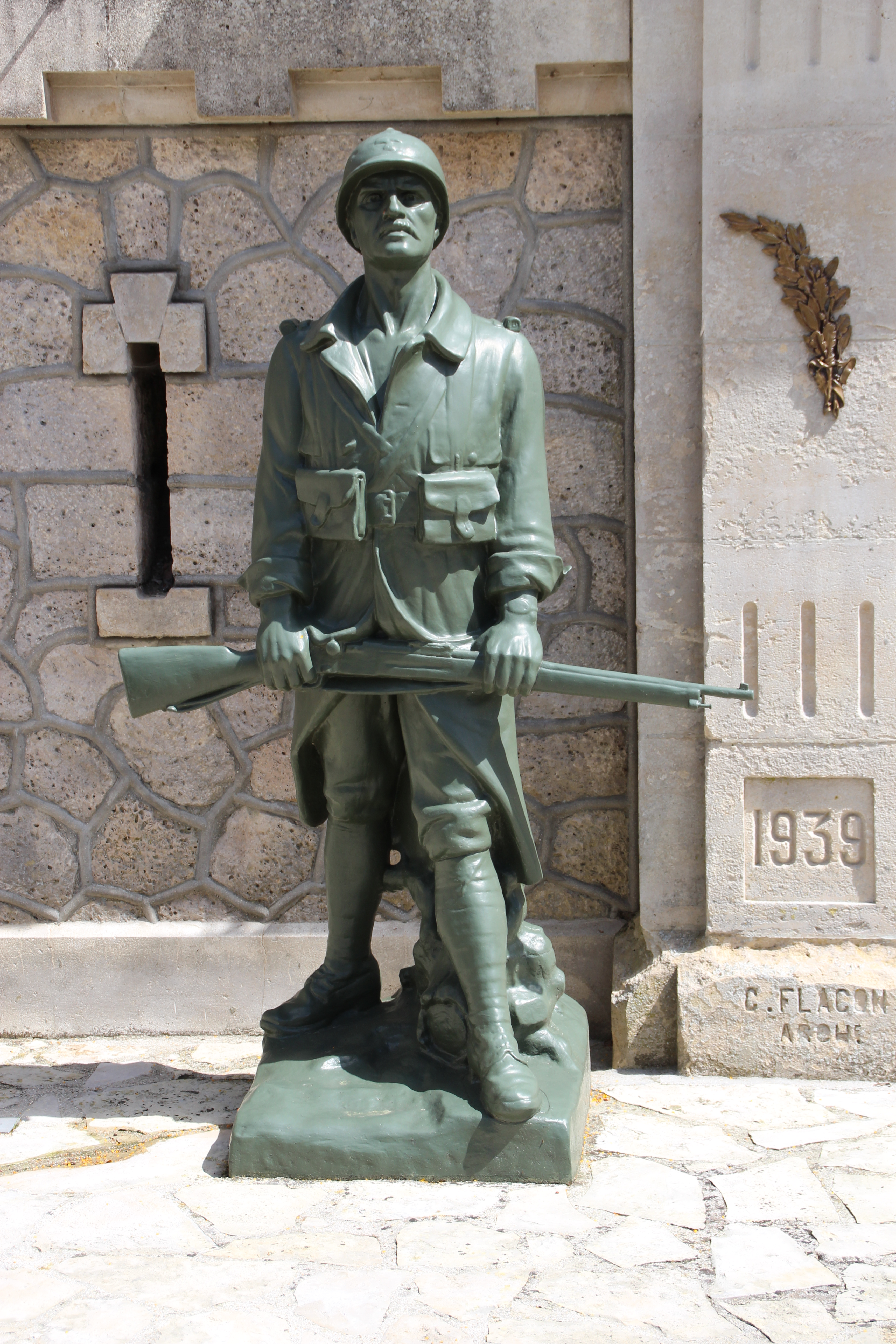
Monument aux morts de Mons-en-Laonnois.
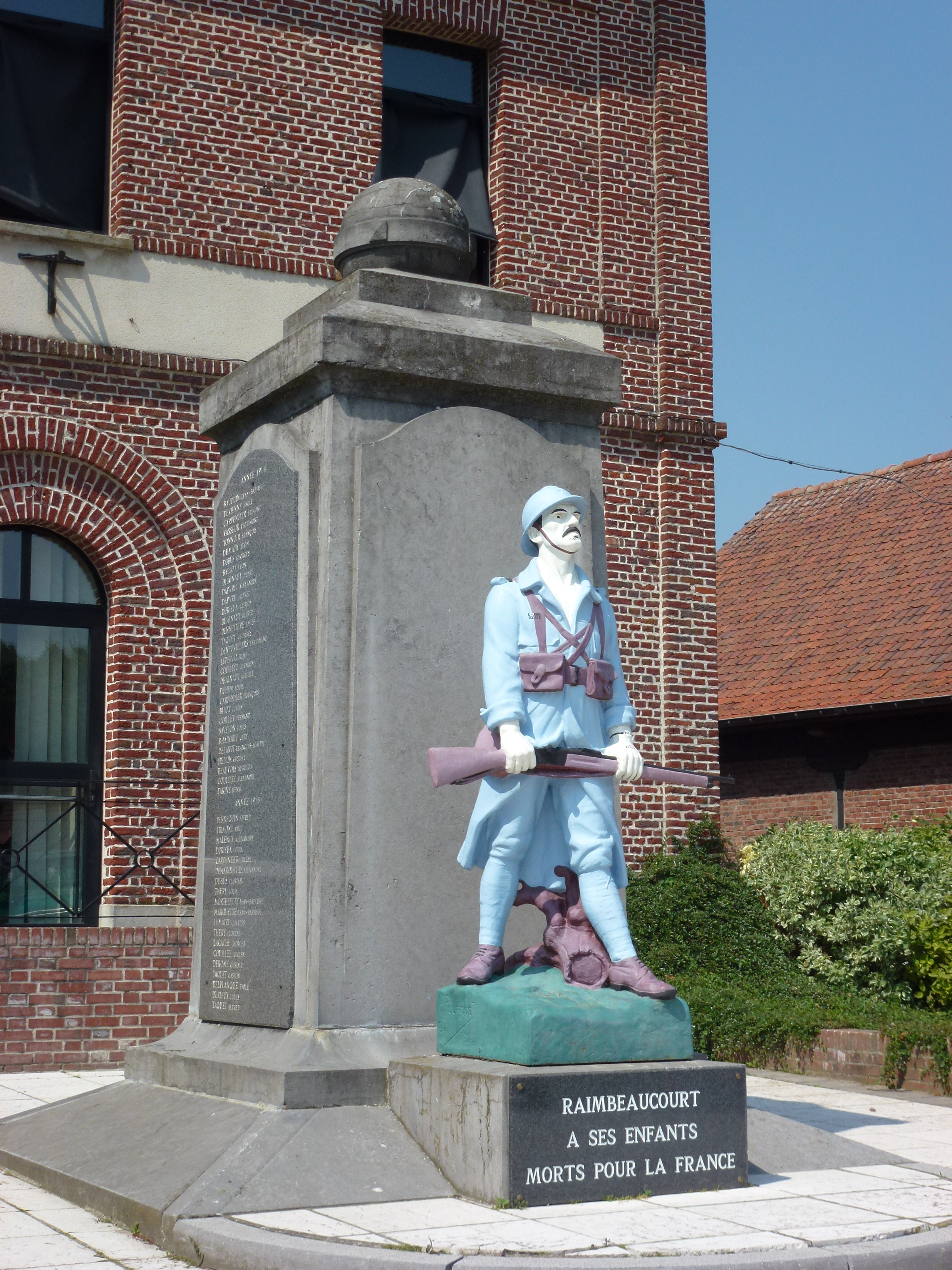
Monument aux morts de Raimbeaucourt.
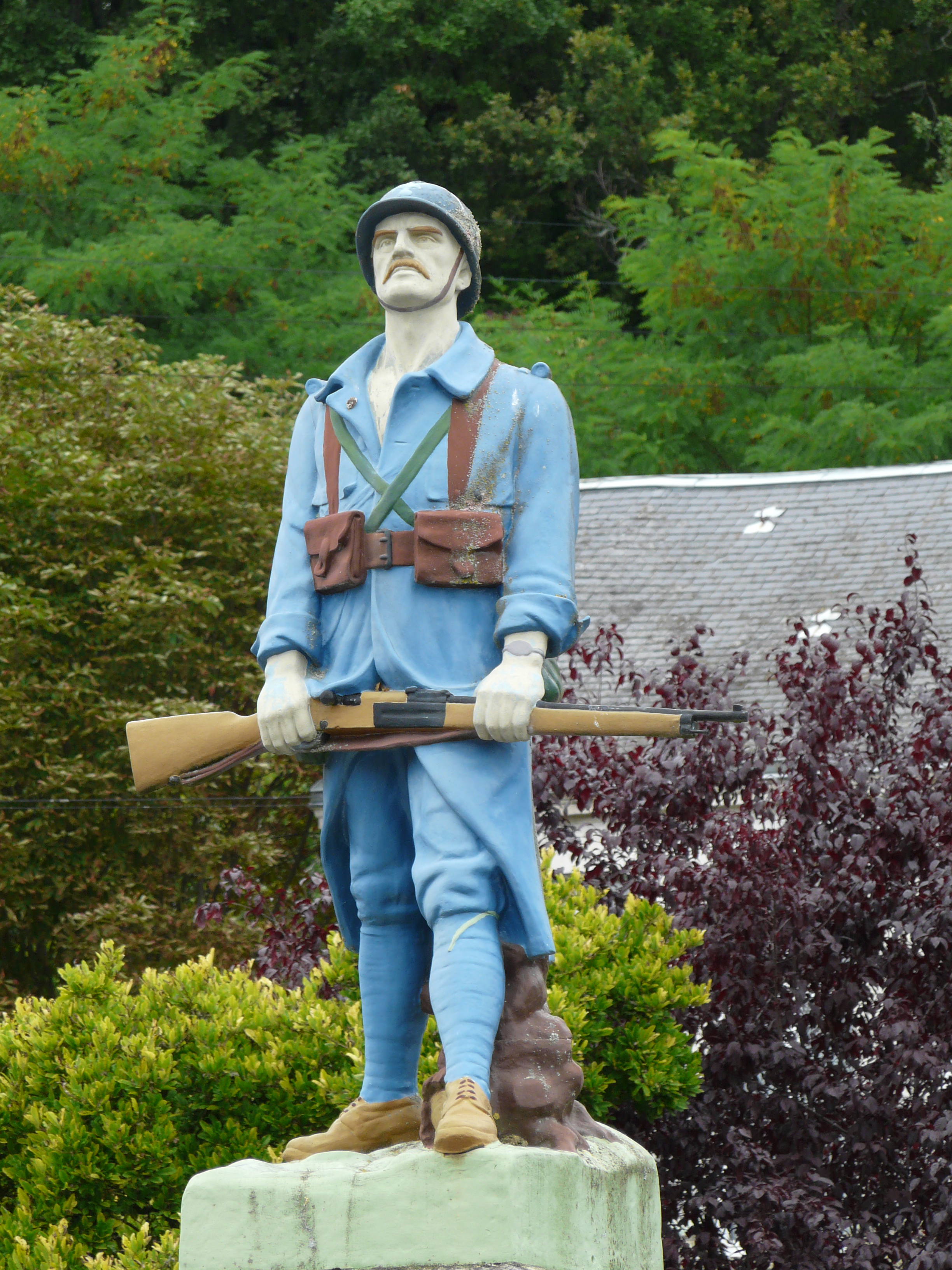
Monument aux morts de Savignac-les-Églises.
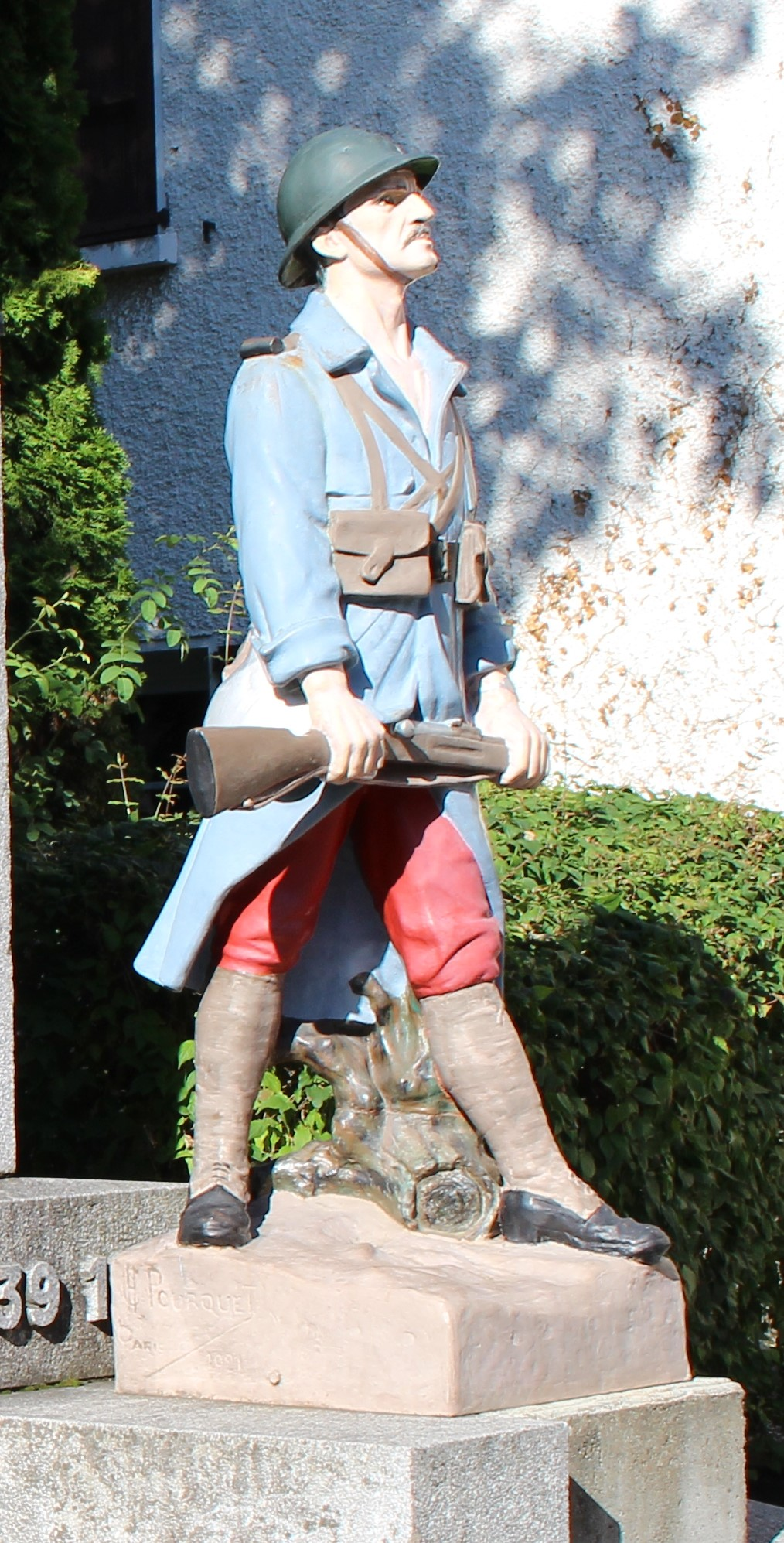
Monument aux morts de Saint-Lary-Soulan.

#### Poilu écrasant l'aigle allemand
Également appelée L'aigle allemand écrasé par le Poilu, la statue représente un poilu, un soldat français de la Première Guerre mondiale. Il se tient debout sur les ailes d'un aigle couché sur le dos. Il tient à deux mains son fusil par le canon sur lequel est enfilée la baïonnette, pour maintenir la crosse appuyée sur le torse de l'aigle. Sur certains exemplaires, la baïonnette est absente. Le texte « 1914 1919 » est écrit en creux sur la terrasse.
Pendant la Seconde Guerre mondiale, plusieurs de ces monuments aux morts ont été volontairement détruits (comme ceux d'Auchy-lès-Hesdin, Champagnole, et Izon) ou endommagés (comme ceux de Créquy, Pusey et de Sainte-Marie-du-Mont) par les autorités allemandes, car la statue symbolise la défaite de l'Allemagne à l'issue de la Première Guerre mondiale.
Elle est présente sur le monument aux morts de : Amfreville, Anzat-le-Luguet, Arc-en-Barrois, Bains, Ban-de-Laveline, Beaumont-en-Artois, Belleydoux, Bogève, Bonnières, Bord-Saint-Georges, Bourth, Boussac-Bourg, Bretonvillers, Brevilliers, Bucy-lès-Pierrepont, Bult, Cassaniouze, Changy, Charix, Charmes-sur-l'Herbasse, Châtillon-sur-Cluses, Chevillard, Clinchamp, Corlay, Crédin, Essey-et-Maizerais, Étréchy, Foucarmont, Guilberville, Hamblain-les-Prés, Houlgate,, La Bastide-Puylaurent, La Chapelle-Neuve, La Chaux-du-Dombief, La Tour-en-Jarez, Le Quartier, Louargat, Maintenay, Marcillat, Nonancourt, Rang-du-Fliers, Saint-Agnant-de-Versillat, Saint-Calais, Saint-Germain-du-Teil, Saint-Maigner, Saint-Maurice-en-Gourgois, Saint-Paul-de-Tartas, Saint-Pierre-Eynac, Saint-Séverin, Sermamagny, Tavaux-et-Pontséricourt, Teilhet, Tercillat, Venizy, Villebaudon, Viscomtat et Ytrac.
Elle ne doit pas être confondue avec une statue très semblable intitulée Poilu baïonnette au canon (d), réalisée par Étienne Camus, également présente sur de nombreux monuments aux morts.
La statue de poilu sur le monument aux morts de Sutrieu présente une forte ressemblance avec le Poilu écrasant l'aigle allemand.

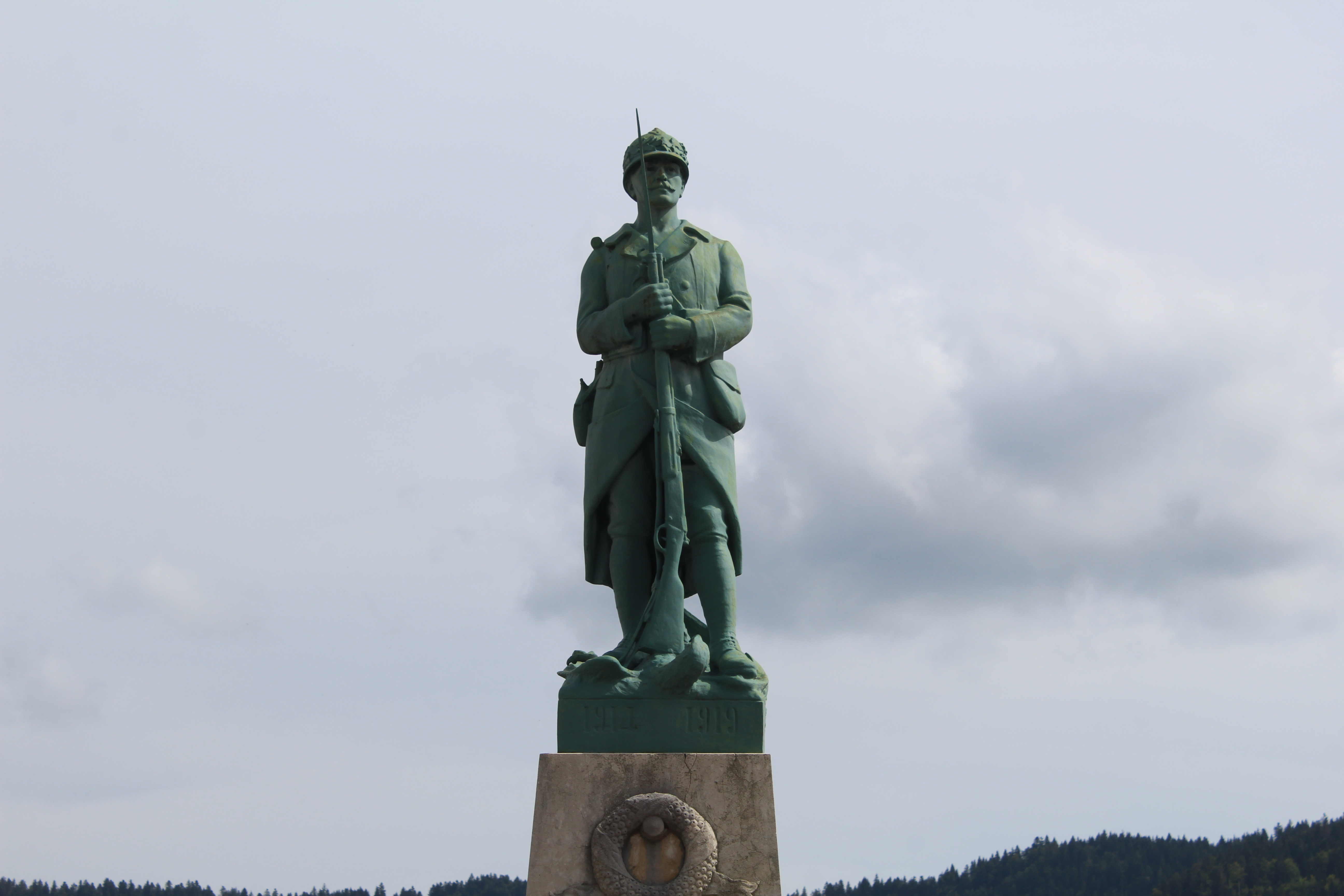
Monument aux morts de Belleydoux.
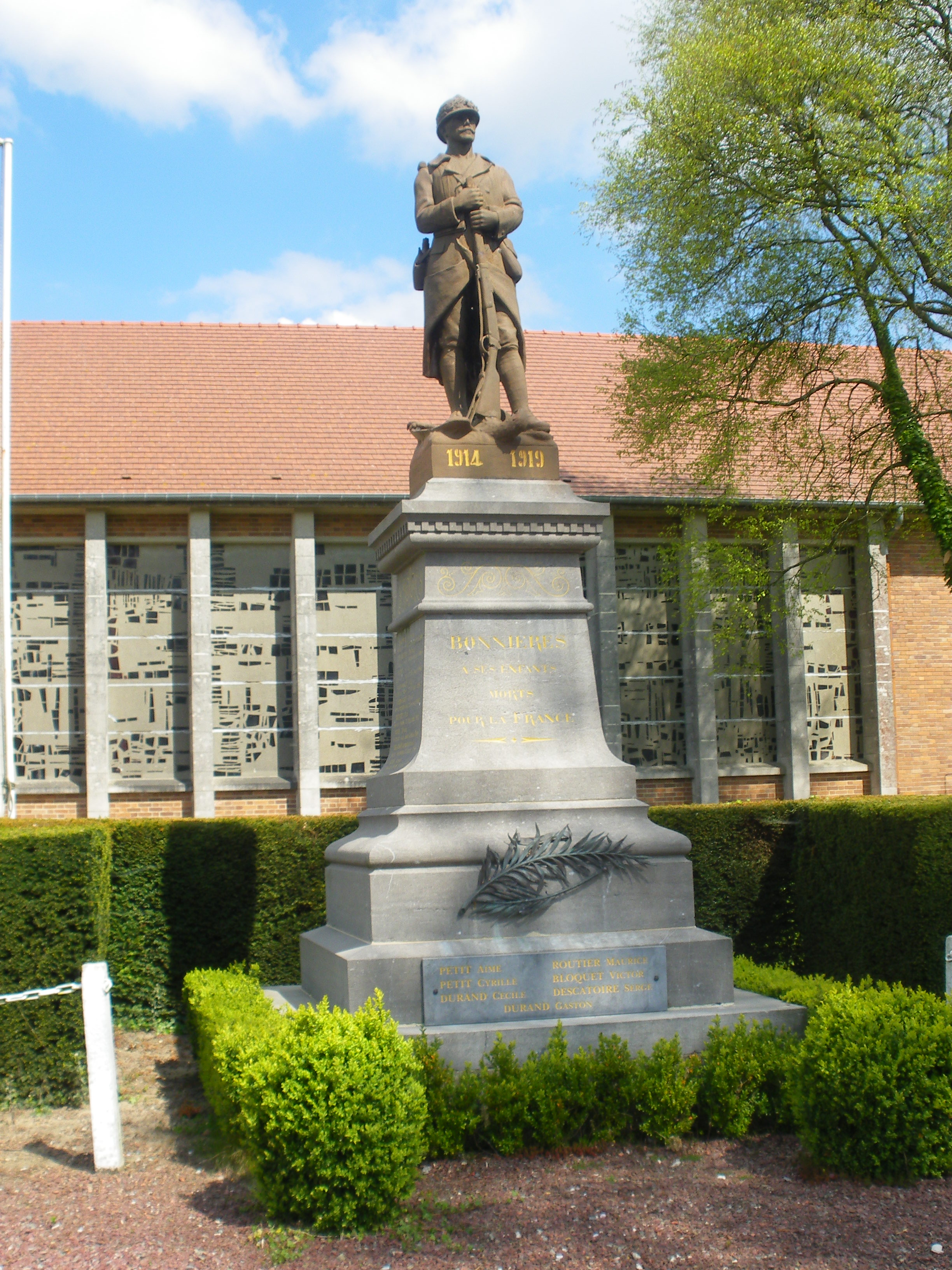
Monument aux morts de Bonnières.
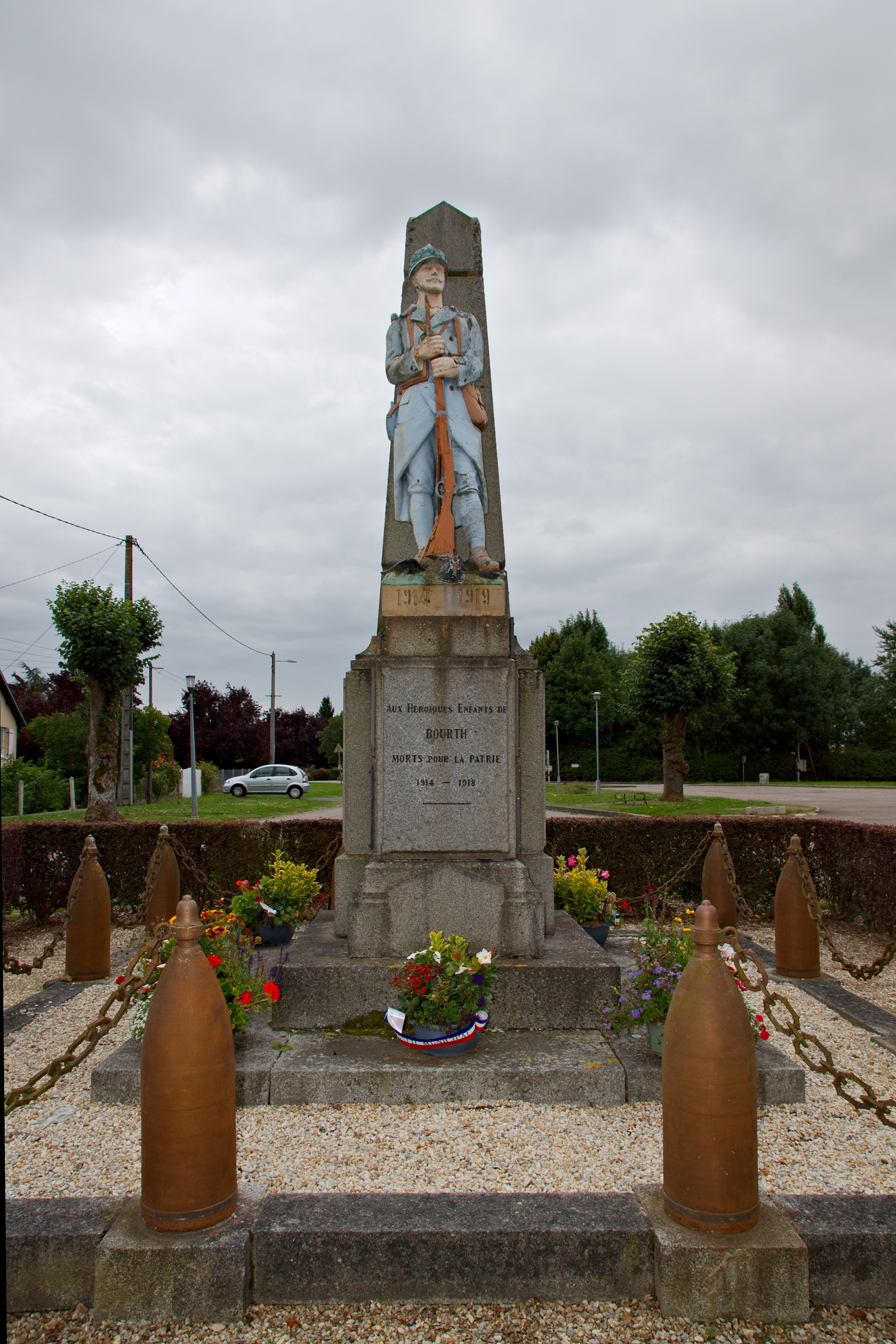
Monument aux morts de Bourth.
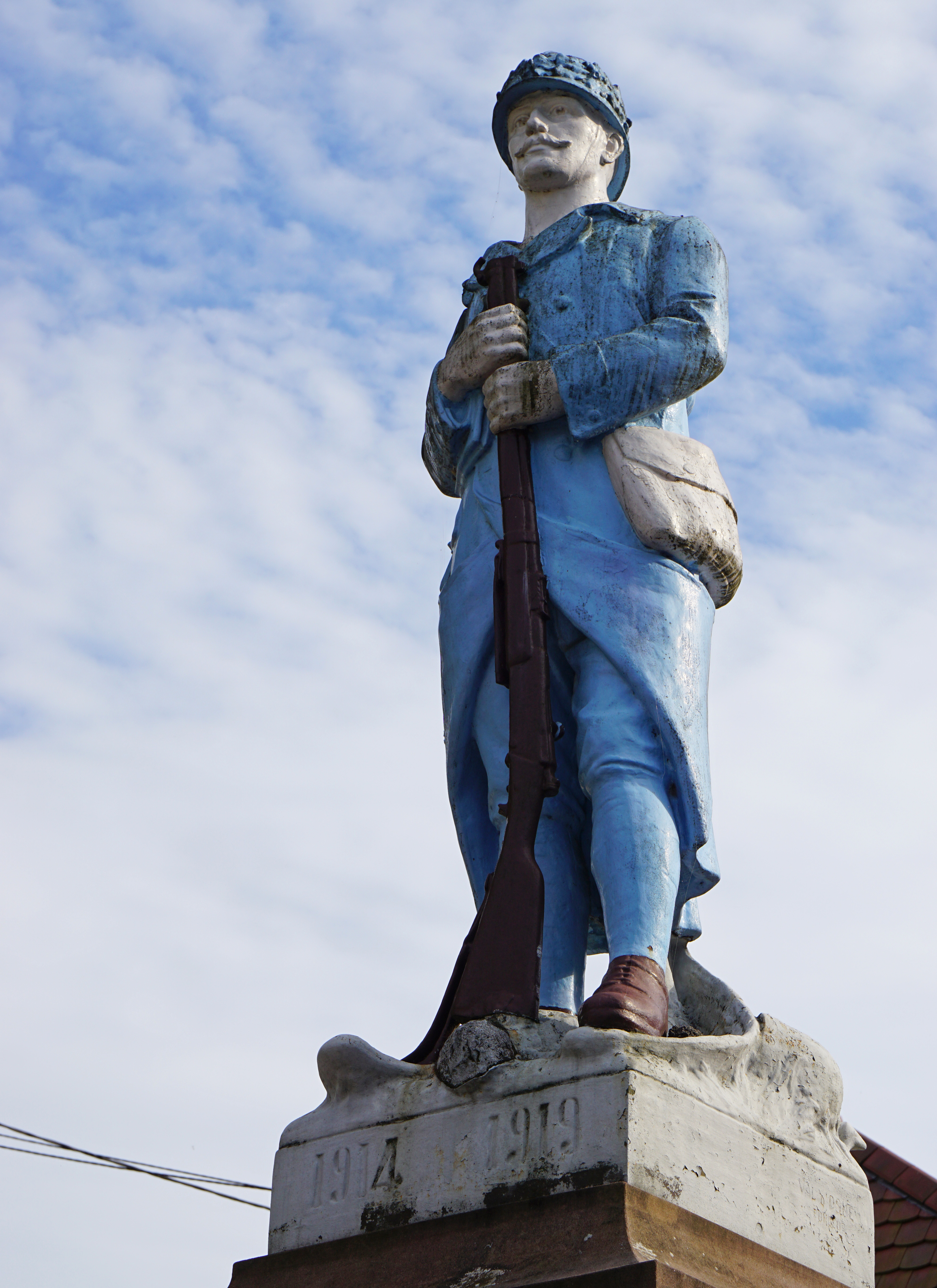
Monument aux morts de Brevilliers.
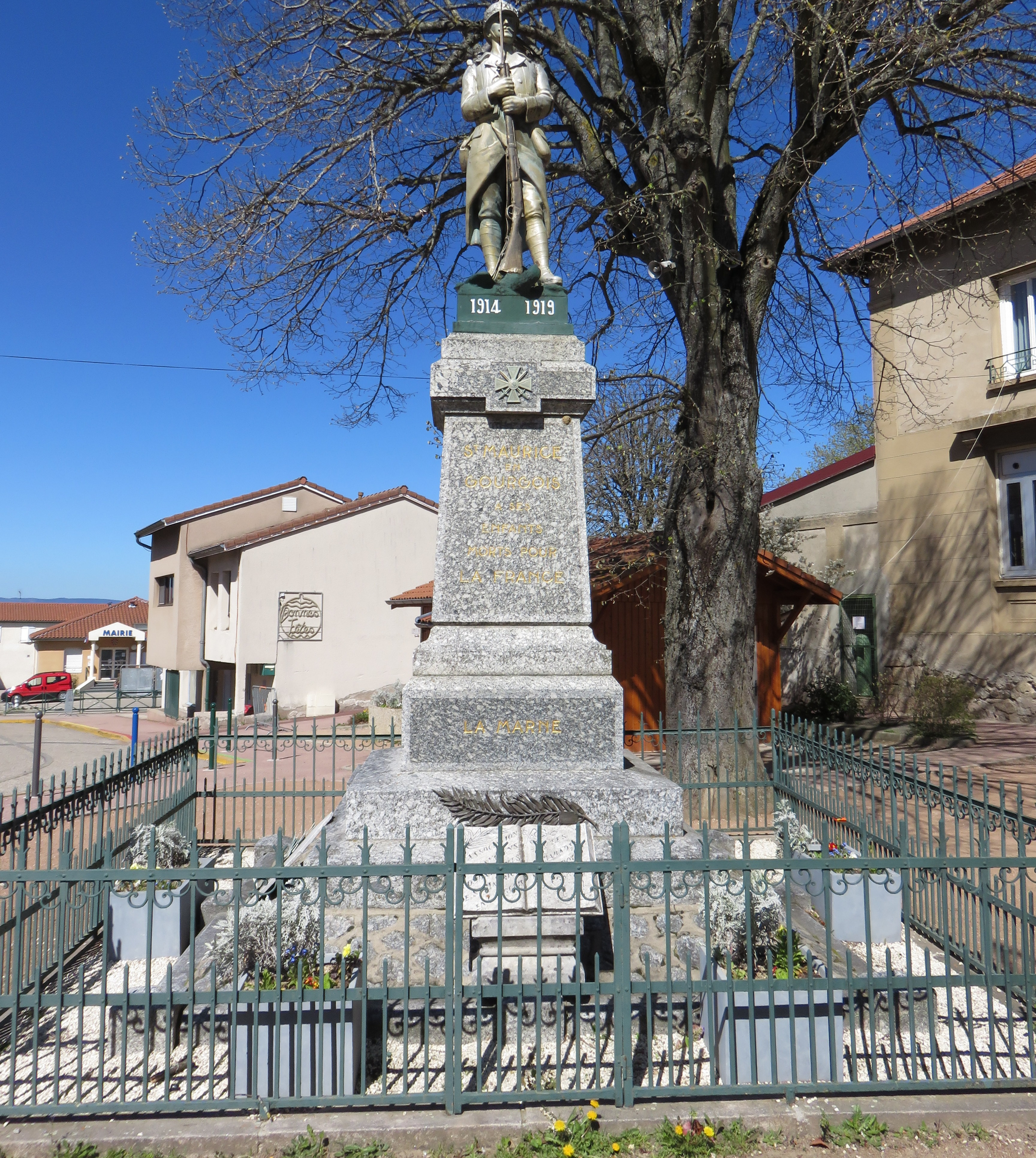
Monument aux morts de Saint-Maurice-en-Gourgois.

#### Poilu enveloppé dans les plis du drapeau
Le buste représente un poilu moustachu. Il est présent sur le monument aux morts de : Amazy, Apremont, Boissey-le-Châtel, Cherveux, Colincamps, Colméry, Cossé-le-Vivien, Courgenay, Crèvecœur-le-Grand, Escles-Saint-Pierre, Gaas, Lavau, Léré, Luzy, Pazy, Pouru-Saint-Remy, Poyanne, Saint-Félicien, Saint-Julien-les-Villas, Saint-Martial-de-Mirambeau, Sartilly, Teillay, Torigni-sur-Vire.

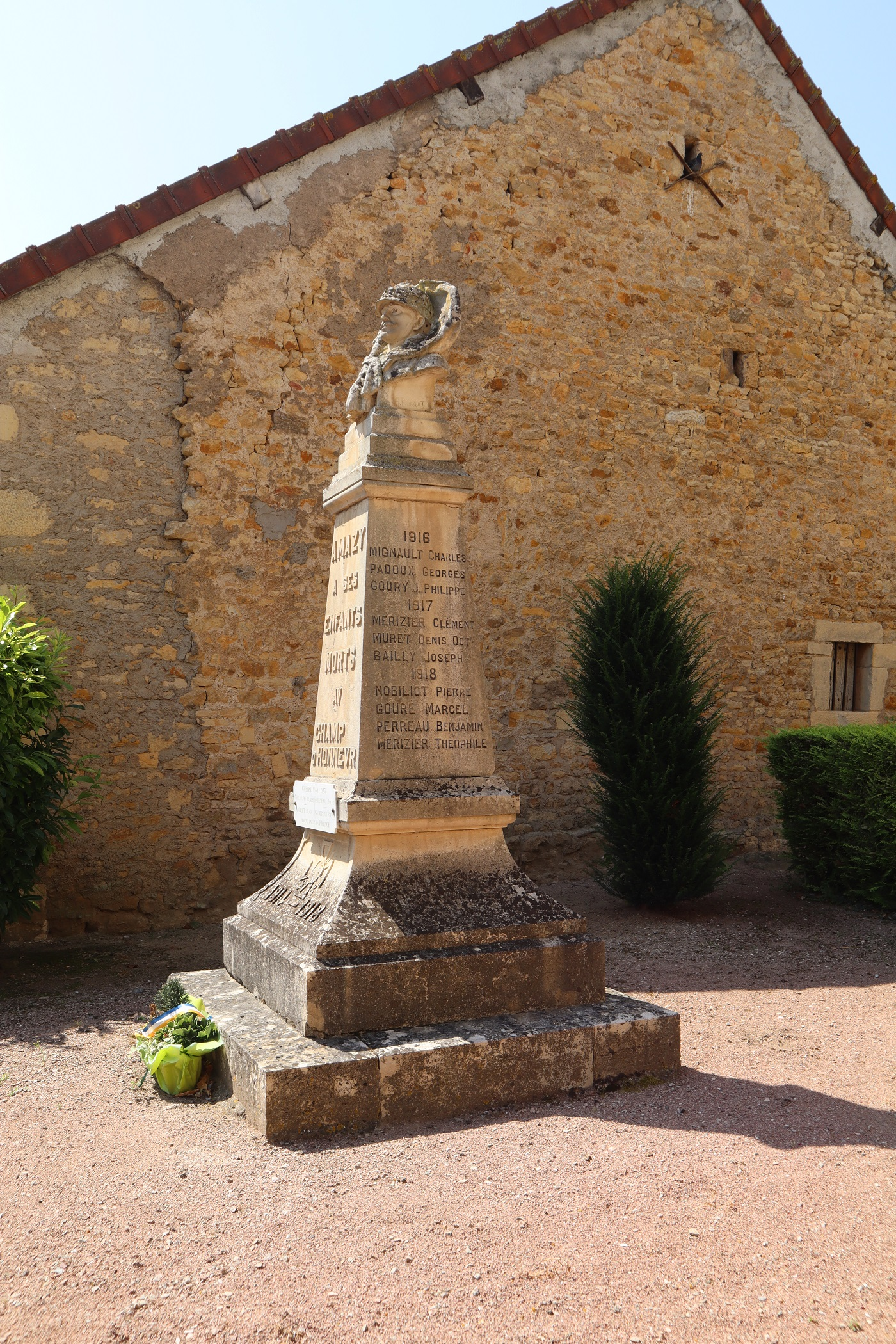
Monument aux morts d'Amazy.
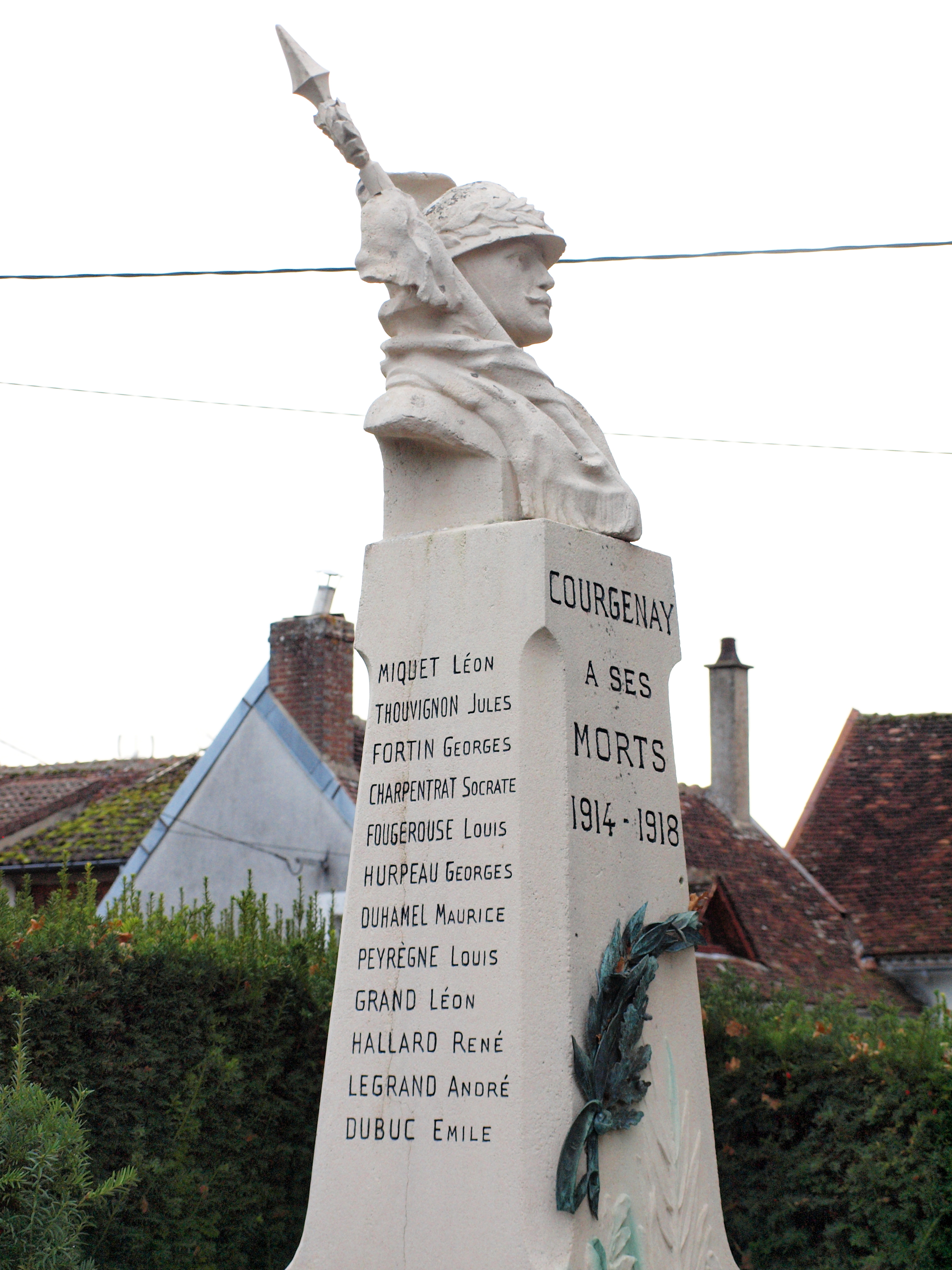
Monument aux morts de Courgenay.
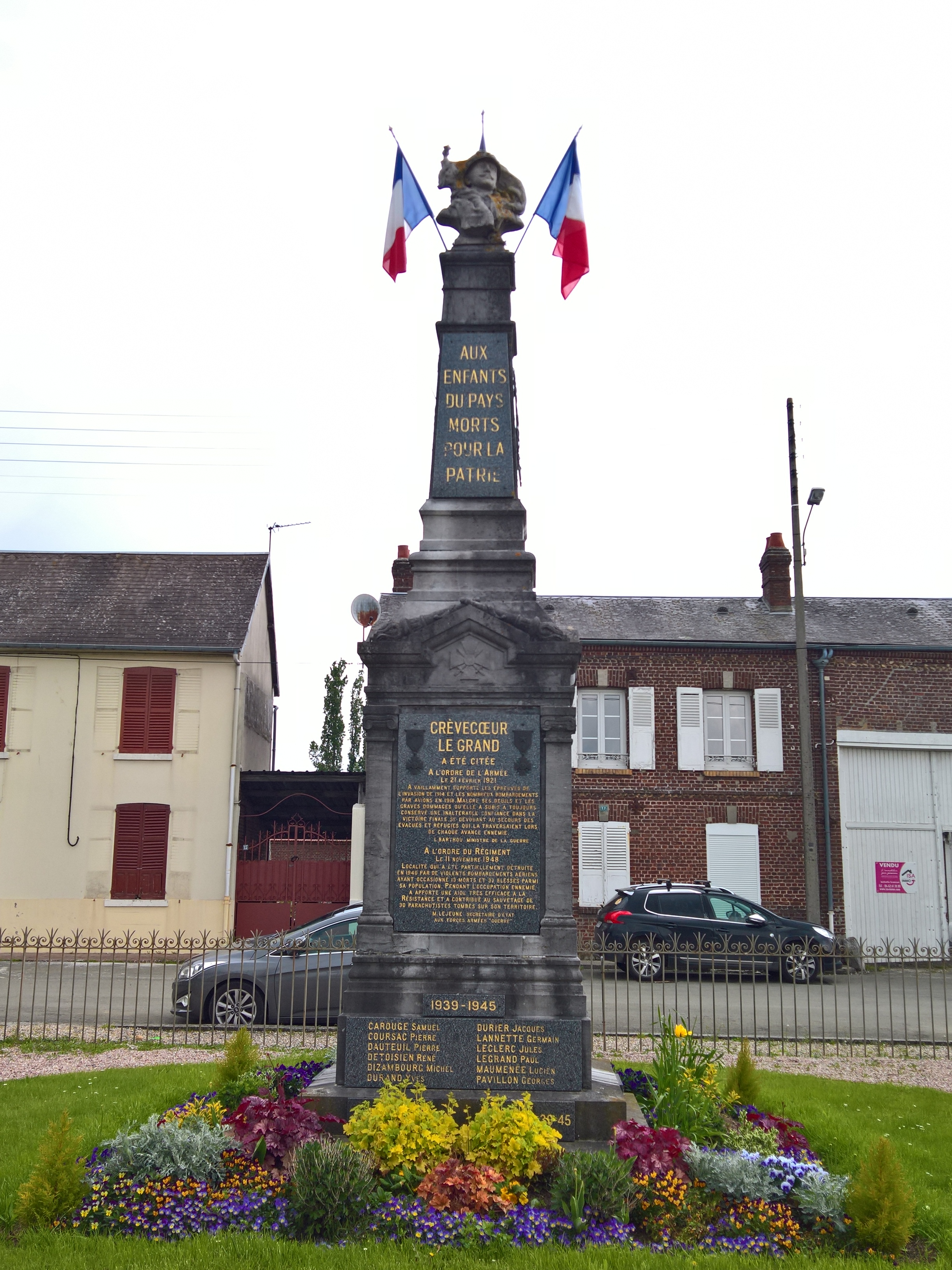
Monument aux morts de Crèvecœur-le-Grand.
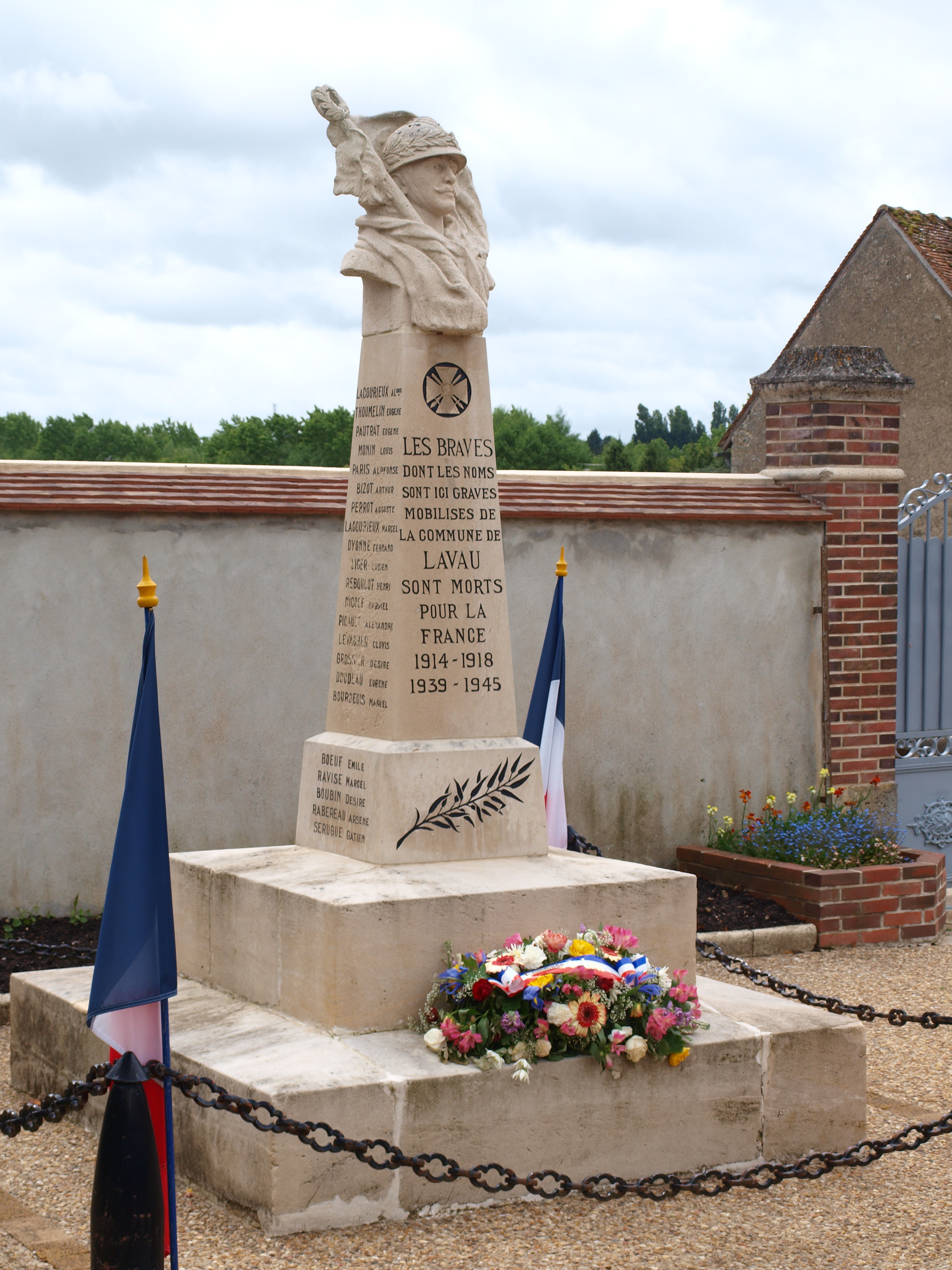
Monument aux morts de Lavau.
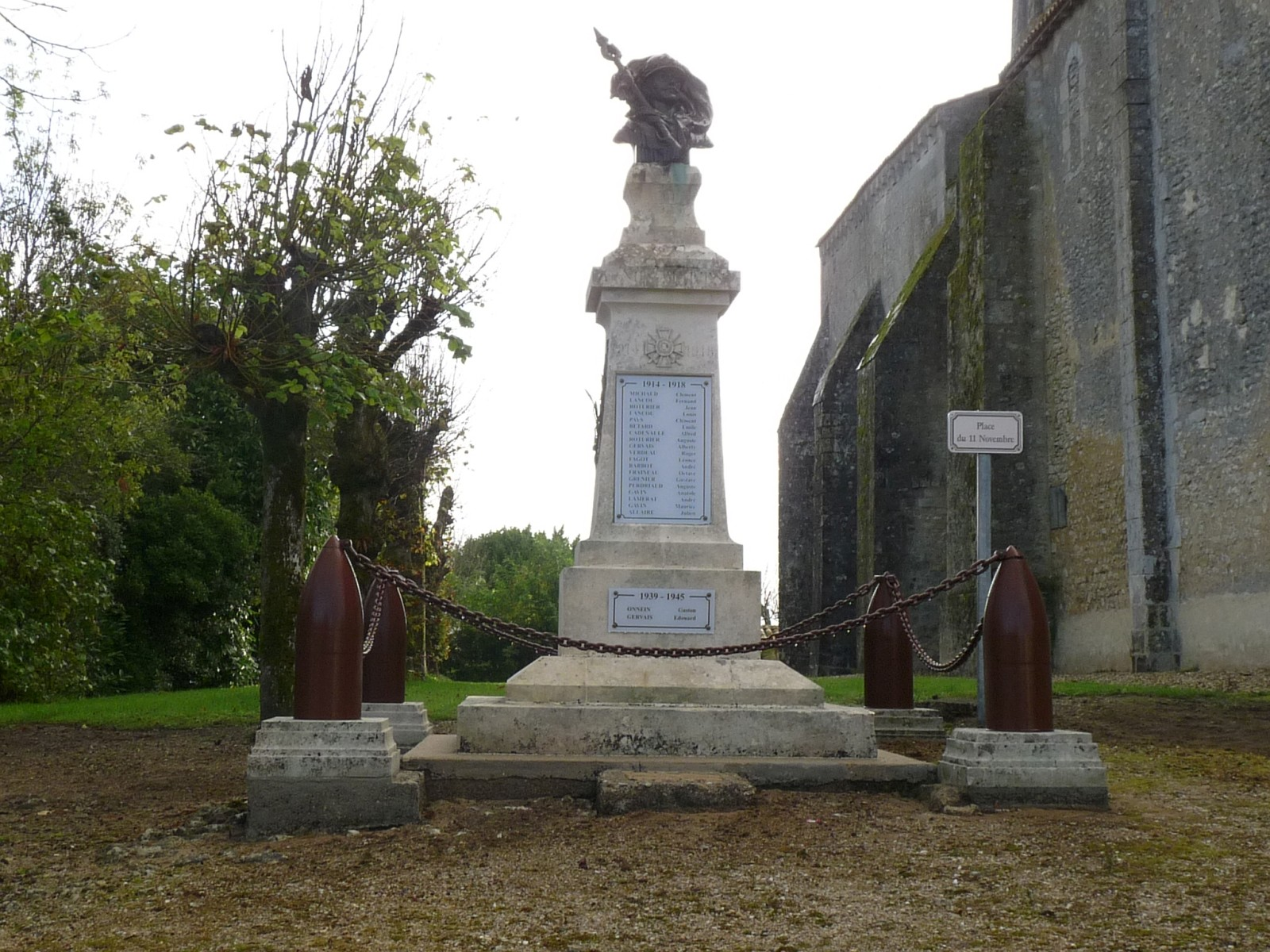
Monument aux morts de Saint-Martial-de-Mirambeau.

#### Le Vainqueur
Ce buste représente un poilu moustachu. Il est constitué à partir du buste de la statue La Résistance. Il en existe deux versions.
Une première version orne le monument aux morts de : Cresancey et Laroquevieille.
La deuxième version avec drapeau orne le monument aux morts de : Argenteuil-sur-Armançon, Capbreton, Damville, Jou-sous-Monjou, Le Malzieu-Ville, Mirepeix, Saint-Pierre-d'Albigny et Terrou.

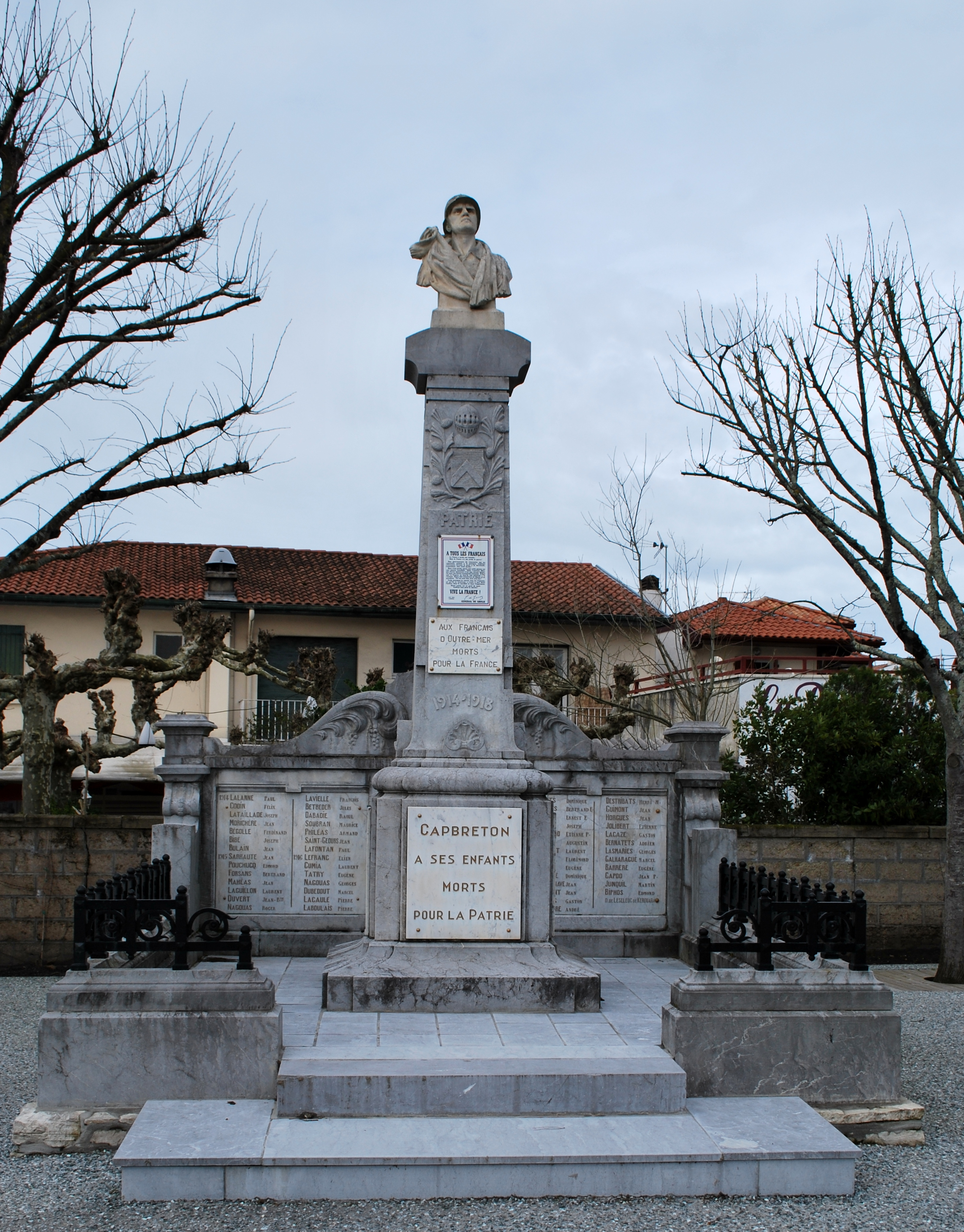
Monument aux morts de Capbreton.
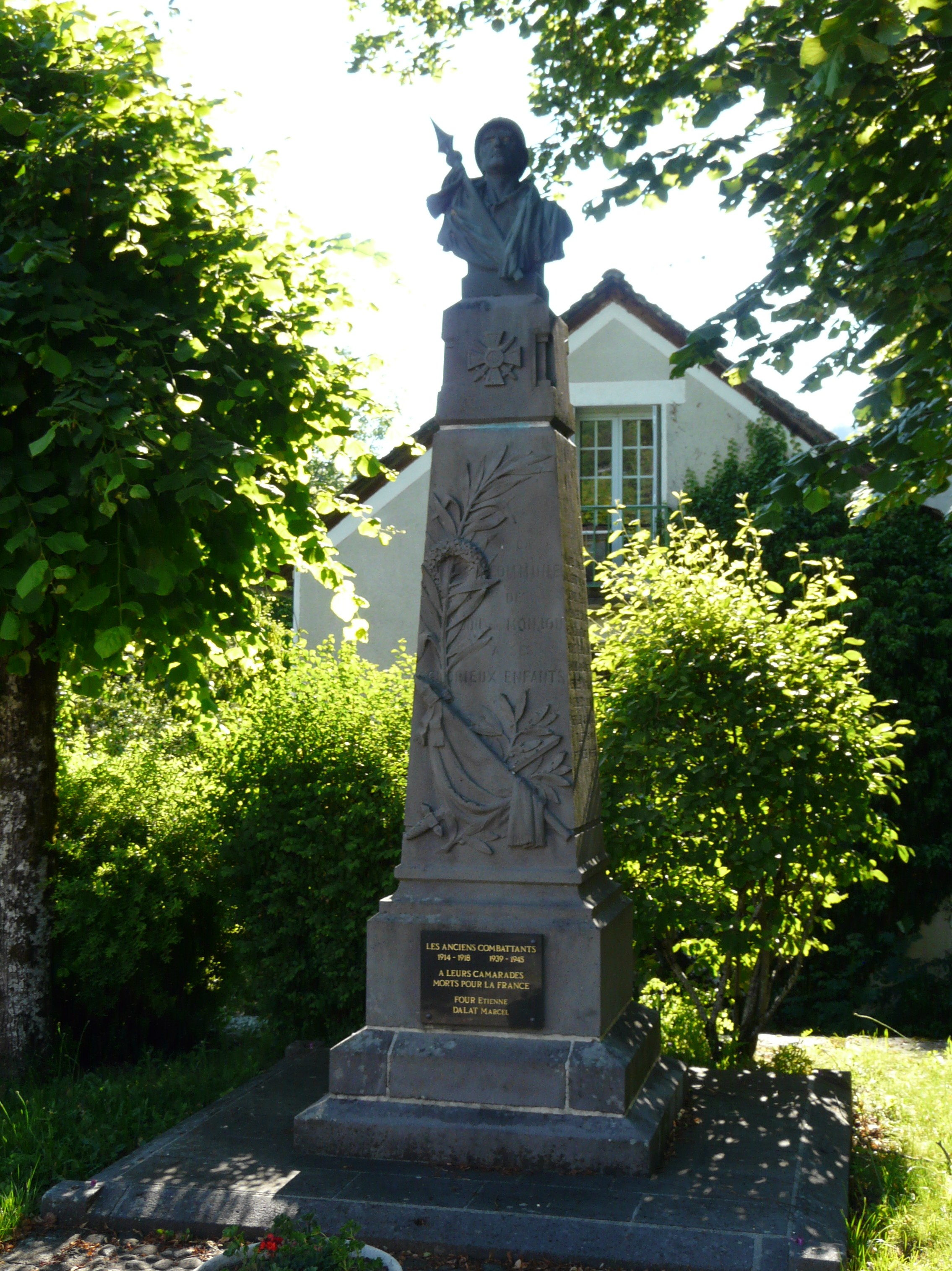
Monument aux morts de Jou-sous-Monjou.

#### Le Baiser au Héros
La statue représente une femme et un poilu debout. La femme est à la droite du poilu et l'embrasse sur sa joue droite. Le poilu regarde face à lui, sa jambe gauche en avant.

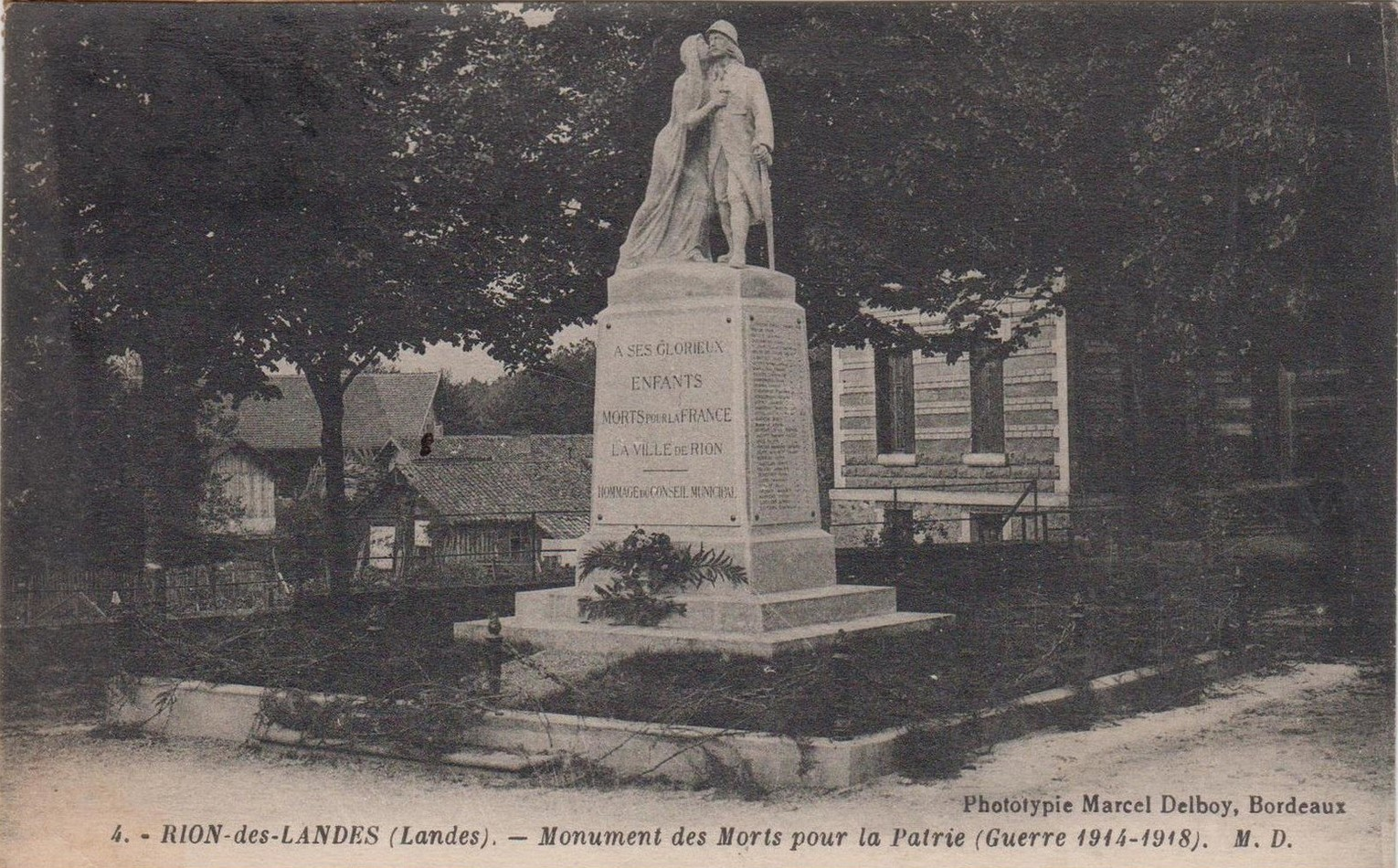
Monument aux morts de Rion-des-Landes.
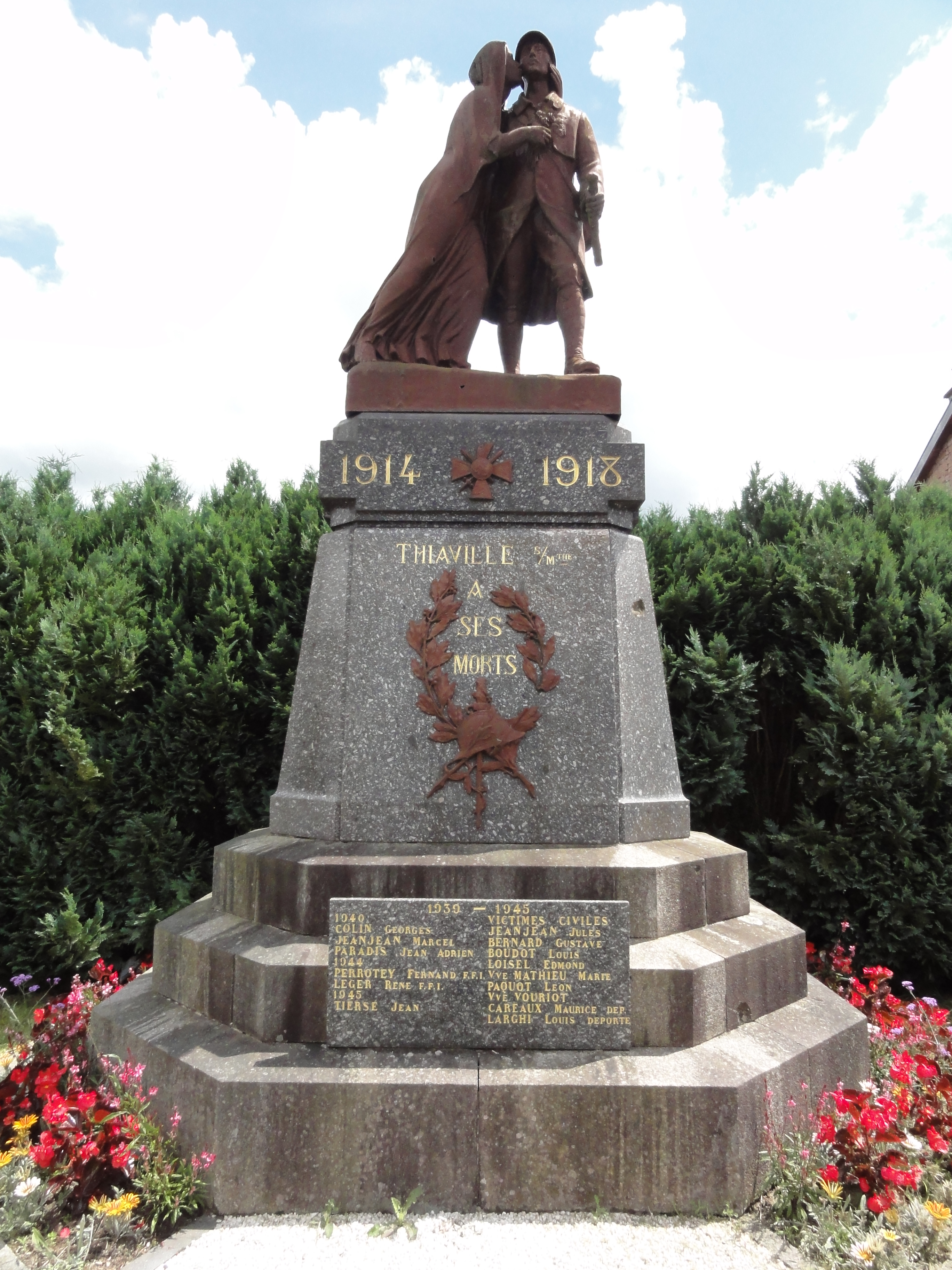
Monument aux morts de Thiaville-sur-Meurthe.

## Réception critique
- La revue L'Art funéraire lui consacra en mai 1919 un article élogieux avec une photographie en première page. Chaque numéro, depuis sa parution, fut au service de sa publicité et le qualifie de « statuaire de la douleur ».